# 角田和男
角田 和男（つのだ かずお、1918年（大正7年）10月11日 - 2013年（平成25年）2月14日）は、日本の海軍軍人、海軍航空隊戦闘機搭乗員。太平洋戦争（大東亜戦争）における撃墜王。乙飛5期。最終階級は海軍中尉。

## 経歴
1918年（大正7年）10月11日、千葉県安房郡豊田村で農家の次男として生まれた。
1924年（大正13年）、父が死亡。不況もあって家は貧しかった。1933年、高等小学校2年時に海軍予科練習生を受験して不合格となるが、国語の点数が足りないだけなので徴募官の大佐から来年の再受験を勧められ、卒業後、実家の農業を手伝いながら浪人生活を送り、翌年合格。
1934年（昭和9年）6月、晴れて予科練5期生（乙種飛行予科練習生）に入隊して横須賀空予科練習部にて訓練を受ける。同期生に中瀬正幸（撃墜数18）、吉野俐（撃墜数15）ら。
1937年（昭和12年）8月、予科練を卒業し、飛行練習生。霞ヶ浦空付、佐伯空付として戦闘機操縦訓練を受ける。
1938年（昭和13年）3月、飛練課程を修了し三等航空兵曹に任官、大村空配属。

### 日中戦争
1938年11月、空母「蒼龍」乗組。
1939年（昭和14年）11月、「蒼龍」は南支方面に進出。洋上から南寧攻撃に参加。これが角田の初陣となった。1939年12月、百里原空で教員勤務。
1940年（昭和15年）2月、12空に配属。漢口飛行場に赴任。7月、従来の96艦戦装備から零戦装備に変更される。角田らは零戦の訓練に従事。9月、戦闘が始まったが、角田は会敵する機会が無かった。10月26日、第3次成都攻撃に参加。飯田房太大尉指揮の8機編成で、山下小四郎空曹長の2番機であった。向かう途中、中国軍機の編隊と空戦になり、角田は非武装のフリート モデル7練習機1機の共同撃墜を報告する。角田にとって初撃墜となったが、性能の差があり過ぎた事と中国軍機にまるで戦意が無かったため、「子供相手に本気で喧嘩したような後味の悪さが残った」と回想している。1940年11月、内地に帰還して筑波空の教員に配属される。

### 太平洋戦争（大東亜戦争）
1941年（昭和16年）12月8日、太平洋戦争（大東亜戦争）が始まる。
1942年（昭和17年）4月1日、海軍飛行兵曹長に進級。准士官となったのを機会に、半年間の交際を実らせて妻を迎える。4月6日から横須賀海兵団で3か月間の准士官学生教育を受けた。
1942年（昭和17年）5月31日、准士官学生教育を2か月で切り上げ、2空へ転勤。横須賀で練成後の7月31日、出動命令を受け、八幡丸に人員・機材を積み込んでラバウルへ出航。8月6日、ラバウルに進出。翌7日、ツラギ島・ガダルカナル島への上陸を始めた米軍によるラバウル空襲の迎撃に参加。角田は被弾して不時着。角田は、まともに撃ち合った空戦は初めてで、地上に降りたときには足と声が震えていたという。以降、角田はソロモン海域での空戦に参加。中隊長として指揮も行う。
1943年（昭和18年）6月、内地帰還命令を受け、厚木空の教官に配属。この時点でラバウル進出時の2空搭乗員の生き残りは角田を含む3名だけだった。
1944年（昭和19年）3月、252空に配属。252空は前月マーシャル諸島で壊滅したため、国内で再建に従事した。角田は戦闘302飛行隊分隊士として館山・三沢で隊の練成に当たった。5月、海軍少尉（特務士官たる少尉）に任官。6月21日以降、米軍によるマリアナ進攻にともない、角田ら252空は硫黄島に進出したが、米機動部隊の3度に及ぶ空襲及び艦砲射撃により、零戦62機全機を失い壊滅した。252空は輸送機で館山に帰還して零戦をかき集め、7月13日から8月20日まで硫黄島に再進出した。この期間はマリアナより飛来する偵察機・爆撃機の迎撃、対潜哨戒が主で大きな空戦は無かった。
8月末頃、特攻の新兵器の特攻要員募集があり、部下の搭乗員が志願したので分隊士の自分も｢熱望｣と書いて提出した。

1944年10月11日、米機動部隊の沖縄接近により角田ら252空は緊急出動。14日、伊江島から出撃したが会敵せず高雄に着陸。数日間米艦隊への攻撃・迎撃を行っていたが目ぼしい戦果は得られず、隊長・分隊長を失った戦302は戦316の指揮下に入った。20日、米軍のレイテ上陸に伴いマバラカットに進出した。攻撃・直援・哨戒などに当たっていたが、11月6日エンジン故障で不時着したニコルス基地で神風特別攻撃隊梅花隊の直掩隊になる。15日、252空は解隊。飛行隊の半数は内地帰還、残りは特攻部隊として201空に編入された。角田自身は熟練搭乗員であったためか爆装することはなく、もっぱら直援任務であった。
1945年（昭和20年）1月8日、台湾へ撤退。飛行機を失った搭乗員は徒歩で18日間かかってツゲガラオまで行軍し、そこから輸送機で撤退した。
1945年2月5日、台湾に引き上げた隊員を中心として205空が開隊。角田は戦闘317飛行隊に配属された。4月に入ると沖縄攻撃のための米艦隊が台湾近海に出没するようになり、角田も特攻隊直援機としてたびたび出撃した。5月、海軍（特務士官たる）中尉に進級。8月14日、「魁作戦」の発令により、在台湾航空隊の全機特攻突入用意が命ぜられた。8月15日、終戦。出撃準備中に出撃待ての指示が出た。角田が終戦を知ったのは数日後の事であったという。
公式撃墜数は9機。神立尚紀の調べでは、単独撃墜数は13機、共同撃墜数を含めると約100機になる。ヘンリー・サカイダの調べでは、単独撃墜9機である。

### 戦後
中国軍の台湾進駐後も捕虜扱いされることは無く、外出は自由であった。自給の為の畑作作業などをしていたが、12月末に鹿児島行の復員船に乗り、1946年（昭和21年）元旦、実家に帰宅した。
1946年11月、茨城県開拓隊に入り、火山性土壌の山林開墾に従事した。
1964年（昭和39年）暮、まともな住居に住めるようになり、この頃から各種戦友会に入会。
1974年（昭和49年）、元部下に誘われて参加した九州の遺族訪問をきっかけに、農閑期には遺族探し・訪問を行うようになった。また戦友会世話人として、南方各地の戦地に遺族を案内し現地慰霊祭を行った。
2013年（平成25年）2月14日死去。告別式には親族のみならず、かつての戦友、元部下や戦没者遺族たち、著書や慰霊祭を通じて接した人たち、取材したことのあるマスコミ関係者など、交通不便な場所にもかかわらず斎場いっぱいの人が全国から参列し、軍艦旗に覆われた棺は荼毘に付された。

## 著書
- 『修羅の翼』、今日の話題社、1989年 ISBN 978-4875651345。光人社NF文庫、2008年 ISBN 978-4769825852